# 艾瑪島
艾瑪島（英語：Emma Island）是南極洲的島嶼，位於葛拉漢地西部，長2.4公里，處於劉易斯島以東1.6公里和南森島以西6.4公里，在1897至1899年間由比利時的探險隊繪入地圖，以該國海軍上尉的母親命名。